# Sune Almkvist
Sune Lison "Bandykungen" Almkvist, född 4 februari 1886 i Uppsala, död 8 augusti 1975 i Vallentuna, Stockholms län
, var en svensk landslagsman i både bandy och fotboll som sedan blev den första ordföranden för Svenska Bandyförbundet. 
Almkvist, som anses vara en av pionjärerna och föregångarna inom bandyn, utgav flera regelböcker för sporten samtidigt som han var aktiv spelare och blev följdriktigt den förste att utnämnas till Stor grabb i svensk bandy. Han håller alltjämt dessutom rekordet för antal SM-guld i bandy, 11 stycken, åren 1907–1920. 
Under sin fotbollskarriär gjorde han fyra landskamper och var uttagen i den svenska fotbollstruppen till OS i London 1908. Därutöver spelade han med sitt Uppsala två SM-finaler i fotboll, som dock båda förlorades.
Almkvist var i sin yrkeskarriär utbildad läkare.

## Idrottskarriär

### Fotboll
Almkvist spelade sammanlagt fyra matcher i Sveriges landslag. Samtliga matcher gjordes under 1908, under vilket år han också deltog i de Olympiska spelen i London. Där blev det en slutlig 4:e plats då Sverige förlorat båda sina matcher. Almkvist deltog i Sveriges första match i turneringen där det blev förlust med 1–12 mot värdlandet Storbritannien.
Med sitt IFK Uppsala spelade han på klubbnivå två SM-finaler som dock båda slutade med förlust; 1908 mot IFK Göteborg (3–4) och 1911 mot AIK (2–3).

### Bandy
Almkvist startade sin långa bandykarriär i Upsala Gymnasisters Hockeyklubb redan som 15-åring år 1901. Klubben vann år 1902 Nordiska spelens vandringspris genom att besegra Stockholms Hockeyklubb med 2–0. År 1905 hade man ersatt den gamla "trissan" med en riktig boll. Det året satte Sune Almkvist ett mycket svårslaget målrekord genom att göra 19 mål i en och samma match. Det var i matchen mot Krigsskolan (Karlberg) i Nordiska Spelens hockeyturnering som slutade 27–1.
Sune Almkvist var den första stora svenska bandyspelaren och också den förste som erhöll utmärkelsen Stor grabb. Visserligen brukar man tillskriva greve Clarence von Rosen som den person som förde bandyn till Sverige år 1895 men bandyns spridning bör ändå tillskrivas Almkvist och hans lag IFK Uppsala. De dominerade svensk bandy från första svenska mästerskapet år 1907 fram till år 1920 och som lagkapten ledde Almkvist IFK Uppsala till 11 SM-guld vilket gör honom till den spelare med flest SM-guld i svensk bandys historia.
- Klubbar: Upsala Gymnasisters Hockeyklubb och IFK Uppsala
- Position: Center
- SM-finaler (11 + 1 omspel): (1907, 1910, 1911, 1912, 1913, 1915–1920)
- SM-guld: 11 (vann samtliga finaler)
- Landskamper: 2
- Stor grabb: Nr 0

#### Ordförandeskap och regelböcker
Almkvist blev år 1925 Svenska Bandyförbundets förste ordförande. Posten höll han till 1950. 
Almkvist utgav bland annat Regler för Ishockey (1907; med "ishockey" avsågs på den tiden bandy), Spelregler för bandy (1917) och Bandy (1919).

### Tennis
Utöver bandy och fotboll var Almkvist en kapabel tennisspelare. Här ståtar han med två SM-guld i dubbel (inomhus) från 1918–19.

## Privatliv

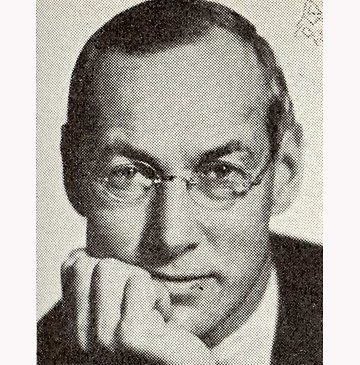
Almkvist i sin läkarroll

Sune Almqvist var son till språkforskaren Herman Almkvist.
År 1921 blev Almkvist praktiserande läkare i Stockholm och var från 1931 läkare vid Stockholms stads poliklinik för könssjukdomar. Han kallades ofta för "bandydoktorn".

## Meriter

### Fotboll

#### I klubblag
IFK Uppsala
- SM-final (2): 1907, 1908

#### I landslag
Sverige
- Uttagen till OS: 1908 (lagkapten och spel i en av två matcher)
- 7 landskamper, 0 mål

### Bandy

#### I klubblag
IFK Uppsala
- Svensk mästare (11): 1907, 1910, 1911, 1912, 1913, 1915, 1916, 1917, 1918, 1919, och 1920[9]

#### I landslag
Sverige
- 2 A-landskamper (landslagsspel för Sveriges del startade först 1919)

### Tennis
- SM-guld i dubbel (2): 1918, 1919

### Webbkällor
- Svenska landslagsmän i fotboll, svenskfotboll.se, läst 2013 02 20
- "Olympic Football Tournament London 1908", fifa.com, läst 2013 02 20
- Almkvist, Sune i Vem är det 1933